# 3,3',5,5'-四甲基联苯胺
3,3',5,5'-四甲基联苯胺（缩写TMB）是一种有机化合物，化学式为C16H20N2，可用作免疫組織化學（IHC）和酶联免疫吸附测定（ELISA）的显色剂。